# Cristhian Subero
Cristhian Subero (Santa Marta, Magdalena, 26 de mayo de 1991) es un futbolista colombiano. Juega como centrocampista y actualmente se encuentra sin equipo.

## Trayectoria
Cristian Subero llegó a las divisiones inferiores de Millonarios en el año 2008.
Su debut como profesional fue en la segunda fecha de la Copa Colombia 2009 el 11 de marzo enfrentando a Bogotá F. C. en el Estadio Alfonso López de la Ciudad Universitaria de Bogotá. Este encuentro terminó 1-1.
Subero fue uno de los jugadores que fue ascendido en 2009 al equipo profesional proveniente del equipo de la categoría juvenil del club bogotano, campeona de la Primera C en 2008.
Su primer gol en el fútbol profesional colombiano lo marcó el 2 de mayo de 2009 en el empate 1-1 frente al Independiente Medellín por la fecha 15 del Torneo Apertura.
Anotó el gol de la victoria (2-1) en un clásico capitalino, amistoso en Homenaje al Rey Pelé, jugado en el Estadio El Campín el 17 de enero de 2010.
Se incorporó a trabajos el 10 de diciembre al América de Cali y jugó el Cuadrangulares de ascenso.

## Clubes
| Club                 | País     | Temporada   | Partidos | Goles |
| -------------------- | -------- | ----------- | -------- | ----- |
| Millonarios          | Colombia | 2009 - 2012 | 20       | 1     |
| Boyacá Chicó         | Colombia | 2013        | 6        | 2     |
| Patriotas Boyacá     | Colombia | 2014        | 18       | 3     |
| América de Cali      | Colombia | 2015 - 2016 | 29       | 0     |
| Real Cartagena       | Colombia | 2016        | 15       | 0     |
| Unión Magdalena      | Colombia | 2017 - 2019 | 86       | 1     |
| Atlético Bucaramanga | Colombia | 2020 - 2023 | 70       | 0     |

## Palmarés

### Campeonatos nacionales
| Título              | Club        | País     | Año  |
| ------------------- | ----------- | -------- | ---- |
| Copa Colombia       | Millonarios | Colombia | 2011 |
| Torneo Finalización | Millonarios | Colombia | 2012 |